# Пичеж
Пичеж — река в России, протекает в Судиславском и Сусанинском районах Костромской области восточнее пгт Сусанино. Длина реки составляет 14 км, площадь водосборного бассейна — 75,7 км².
Исток реки находится в урочище Полежайки, к западу от деревни Воркуновка. Река течёт на северо-запад по ненаселённой местности. Главные притоки — Чёрная, Меленка (левые). Устье реки находится в 79 км по левому берегу реки Шачи в Сусанинском болоте.

## Данные водного реестра
По данным государственного водного реестра России, относится к Верхневолжскому бассейновому округу. Речной бассейн — (Верхняя) Волга до Куйбышевского водохранилища (без бассейна Оки), речной подбассейн — Волга ниже Рыбинского водохранилища до впадения Оки, водохозяйственный участок — Кострома от истока до водомерного поста у деревни Исады.
По данным геоинформационной системы водохозяйственного районирования территории РФ, подготовленной Федеральным агентством водных ресурсов:
- Код водного объекта в государственном водном реестре — 08010300112110000012700
- Код по гидрологической изученности (ГИ) — 110001270
- Код бассейна — 08.01.03.001
- Номер тома по ГИ — 10
- Выпуск по ГИ — 0